# Acutipetala donglini
Acutipetala donglini is een spinnensoort in de taxonomische indeling van de trechterspinnen (Agelenidae).
Het dier behoort tot het geslacht Acutipetala. De wetenschappelijke naam van de soort werd voor het eerst geldig gepubliceerd in 2008 door Pakawin Dankittipakul & Zhang.